# IC 1052
IC 1052 ist eine Balken-Spiralgalaxie vom Hubble-Typ SBcd im Sternbild Bärenhüter am Nordsternhimmel. Sie ist rund 411 Millionen Lichtjahre von der Milchstraße entfernt.
Das Objekt wurde am 11. Juni 1891 von Stéphane Javelle entdeckt.